# Kinetic Rain
Kinetic Rain ist eine zweiteilige kinetische Kunstinstallation, die seit Juli 2012 im Terminal 1 des Flughafens Singapur gezeigt wird.
Das Werk besteht aus 1216 kupferfarbigen Tropfen, die an dünnen Stahlseilen befestigt sind und über den beiden Rolltreppen der Abflughalle auf und ab schweben. Computergesteuerte Motoren bewegen die Tropfen in einer 15-minütigen Choreografie, bei der die Tropfen unterschiedliche Formen abbilden. Die Installation erstreckt sich über eine Fläche von 75 Quadratmetern, die einzelnen Tropfen legen vom tiefsten zum höchsten Punkt über 7,3 Meter zurück.
Kinetic Rain ist über einen Zeitraum von zwei Jahren von Künstlern, Gestaltern, Programmierern und Technikern des Berliner Gestaltungsbüros ART+COM entwickelt worden.
Materialauswahl, Art der Fertigung sowie Produktion der Tropfen wurde von der MBFZ toolcraft GmbH übernommen.
Die gesamte technische Umsetzung, inklusive der Entwicklung und Fertigung der Winden sowie der Steuerungs-Software, erfolgte durch die MKT AG mit Hilfe von Technik von Beckhoff Automation.